# 文士劇
文士劇（ぶんしげき）は、作家、新聞雑誌記者などの文学者が演者の中心となって上演されるアマチュア演劇である。

## 概要
日本初の文士劇は、1890年（明治23年）の尾崎紅葉、江見水蔭らによる硯友社劇である。広く認められるようになったのは、明治時代に組織された若葉会と、その後身である東京毎日新聞演劇会による公演によってである。
中でも、文藝春秋社が主催した昭和期の文士劇は、1934年の『文藝春秋』の愛読者大会に始まり、第二次世界大戦後は1952年から1977年まで25年間にわたって毎年開催され、三島由紀夫や五木寛之など当時の流行作家が出演することで、一般にも高い人気を誇っていた。

## 若葉会、東京毎日新聞演劇会
若葉会は、1905年（明治38年）5月、在京新聞社の劇評記者によって組織された。
主な会員は、東京朝日新聞の右田寅彦、栗島狭衣、二六新聞の岡鬼太郎、岡村柿紅、時事新報の伊坂梅雪、報知新聞の鹿島桜巷、演芸通信の小出緑水、東京毎日の杉贋阿弥、人民新聞の松本当四郎などであり、東京日日新聞の岡本綺堂が作者として参加している。
第1回は1905年（明治38年）5月11日、歌舞伎座で上演された。出し物は『仮名手本忠臣蔵』三段目、『保名狂乱』、森鷗外『日蓮聖人辻説法』、岡本綺堂『天目山』などで、意外な好評を博している。続いて、1906年（明治39年）5月、第2回が上演された。
後に文士劇を東京毎日新聞社で事業として経営しようとし、結局、杉、岡、栗島および岡本の4人を中心に東京毎日新聞演劇会が組織され、1906年（明治39年）12月1日から5日間明治座で第1回を上演。女形には市川九女八、阪東のしほ、その他の女優、本職の市川寿美蔵、市川新十郎その他が参加した。
1908年（明治41年）12月までに6回開演したが、東京毎日新聞社の組織変更とともに解散した。

## 盛岡文士劇
盛岡文士劇は、1949年（昭和24年）、作家の鈴木彦次郎を中心に始まった。鈴木は、文藝春秋社の社主の菊池寛と親友であったことから、菊池から文士劇の名を使う許可をもらい、盛岡市在住の作家を中心とする文化人らによる歳末恒例の盛岡名物として第13回の1962年（昭和37年）まで盛岡劇場（旧盛岡劇場）で上演された。
1990年（平成2年）に、盛岡劇場が再建され（新盛岡劇場）、盛岡市も協力して文士劇も復活。当初は1回限りのお祭りということだったが、以降、現在に至るまで、日本で唯一の文士劇として公演を行っている。現在では、地元作家の出演のみならず、地元文化人、地元マスコミ関係者も出演。趣旨に賛同した盛岡在住でない文化人もゲストでボランティア出演している。放送局のアナウンサーによる方言劇なども公演され、人気を博している。

## 日本推理作家協会
1997年（平成9年）9月27日に、日本推理作家協会の設立50周年を記念し、北方謙三を理事長とし、脚本辻真先、協会員42名出演による文士劇『ぼくらの愛した二十面相』が上演された。

## なにげ文士劇
2024年11月16日大阪市のサンケイホールブリーゼで「なにげ文士劇2024」旗揚げ公演、東野圭吾原作「放課後」を上演。同市では1958年（昭和33年）以来66年ぶりに以来となった。出版不況の中、出版界の活気を取り戻そうとしたことがきっかけで、黒川博行が実行委員長を務め、関西や九州に住む作家たちが20人が企画。作家たちは執筆の合間に8月から3か月間の稽古を重ねてきた。会場に約900人が集まり、観客を沸かせた。出演者は黒川をはじめ、東山彰良・湊かなえ・髙樹のぶ子・朝井まかて・一穂ミチ・門井慶喜などである。